# Chris Bangle
Christopher Edward Bangle (14. října 1956 Ravenna (Ohio), USA) je americký automobilový designér a bývalý vedoucí designu BMW Group.

## Život
Chodil na Uměleckou designérskou školu v kalifornské Pasadeně. Tato škola nastartovala jeho kariéru. Poprvé se prosadil u Opelu. Jeho první prací byl koncept vozu Junior. Později přešel k Fiatu, kde zastával funkci hlavního designéra. V roce 1992 se stal prvním americkým hlavním designérem u BMW, kde byl odpovědný i za koncepci značek Mini Cooper a Rolls-Royce pro 21. století. Pro BMW navrhl koncept Z9 Gran Turismo. V únoru 2009 Chris Bangle od BMW odešel.

## Kontroverze u BMW
Kvůli změně v designu BMW, kterou prosadil, jej někteří příznivci automobilky odsuzovali. Za jeho nejkontroverznější práci je označováno BMW řady 7 (E65), které ostře kontrastovalo s předchozí konzervativní generací E38 - neobvyklý tvar zádi a funkce iDrive byly u nové řady 7 hlavními důvody, proč týdeník Time zařadil auto mezi 50 nejhorších aut všech dob, přesto se ale vozidla této řady stala prodejním bestsellerem.